# NGC 1333-IRAS 4B
NGC 1333-IRAS 4B oder kurz IRAS 4B sind Protosterne im Sternbild Perseus und liegen im Nebel NGC 1333. Die Sterne haben eine Entfernung von ungefähr 235 Parsec, allerdings ist das nicht ganz gesichert. Es existiert eine Staubscheibe von 0,24 Sonnenmassen und eine Umhüllende mit 2,9 Sonnenmassen. Da NGC 1333-IRAS 4A nur 7500 AE entfernt ist, werden die beiden Systeme als NGC 1333-IRAS 4 Region zusammengefasst.